# Specie di Cardamine
Elenco delle specie di Cardamine:

## A
- Cardamine abchasica Govaerts
- Cardamine acris Griseb.

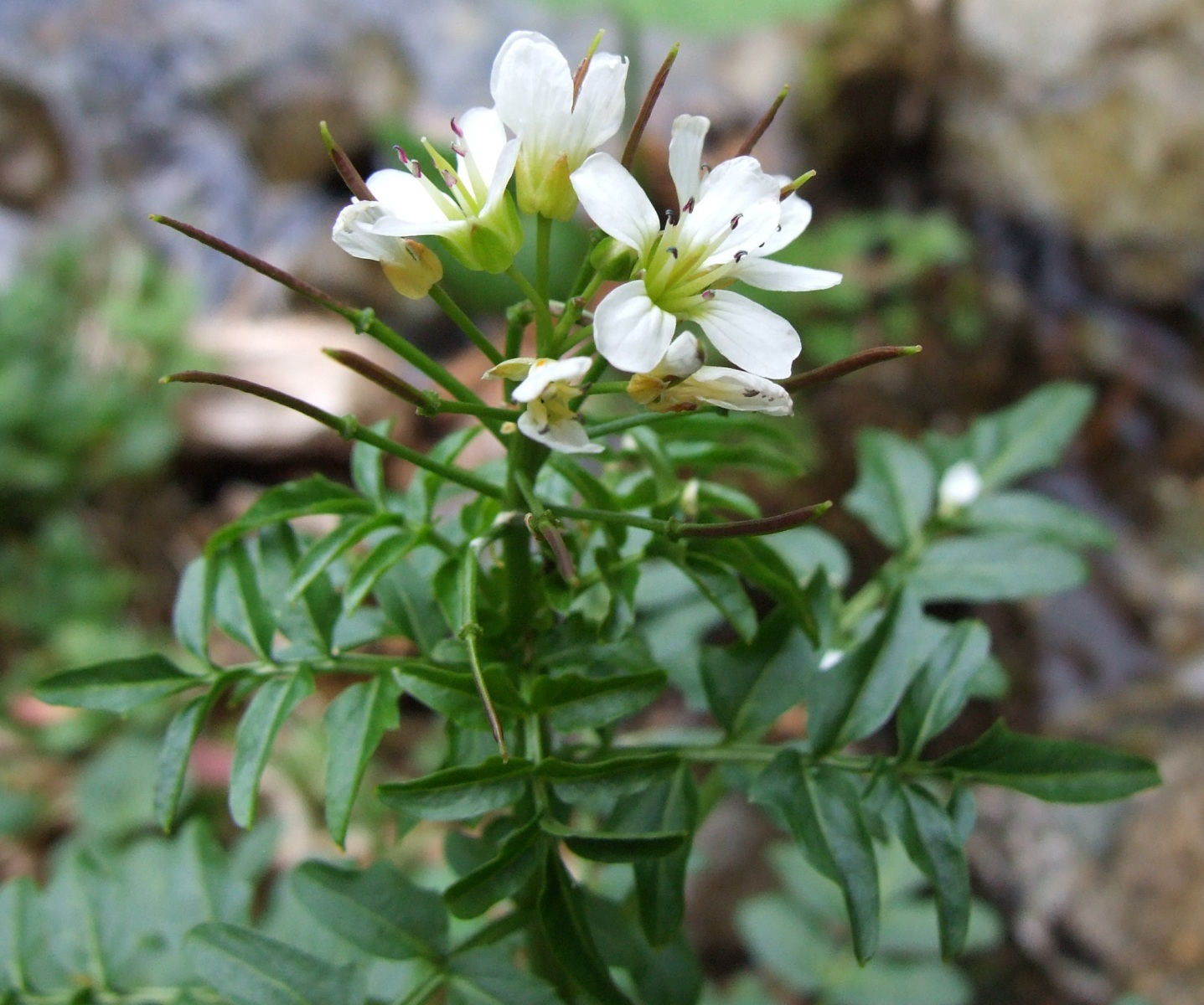
Cardamine amara

- Cardamine adriatica Jar.Kucera, Lihová & Marhold
- Cardamine africana L.
- Cardamine alalata Heenan
- Cardamine alberti O.E.Schulz
- Cardamine altaica Lippmaa
- Cardamine alticola Heenan
- Cardamine altigena Schltr. ex O.E.Schulz
- Cardamine amara L.
- Cardamine × ambigua O.E.Schulz
- Cardamine anemonoides O.E.Schulz
- Cardamine angulata Hook.
- Cardamine angustata O.E.Schulz
- Cardamine anhuiensis D.C.Zhang & C.Z.Shao
- Cardamine apennina Lihová & Marhold
- Cardamine appendiculata Franch. & Sav.
- Cardamine arakiana Koidz.
- Cardamine argentina Speg.
- Cardamine armoracioides Turcz.
- Cardamine asarifolia L.
- Cardamine astoniae I.Thomps.
- Cardamine auriculata S.Watson

## B

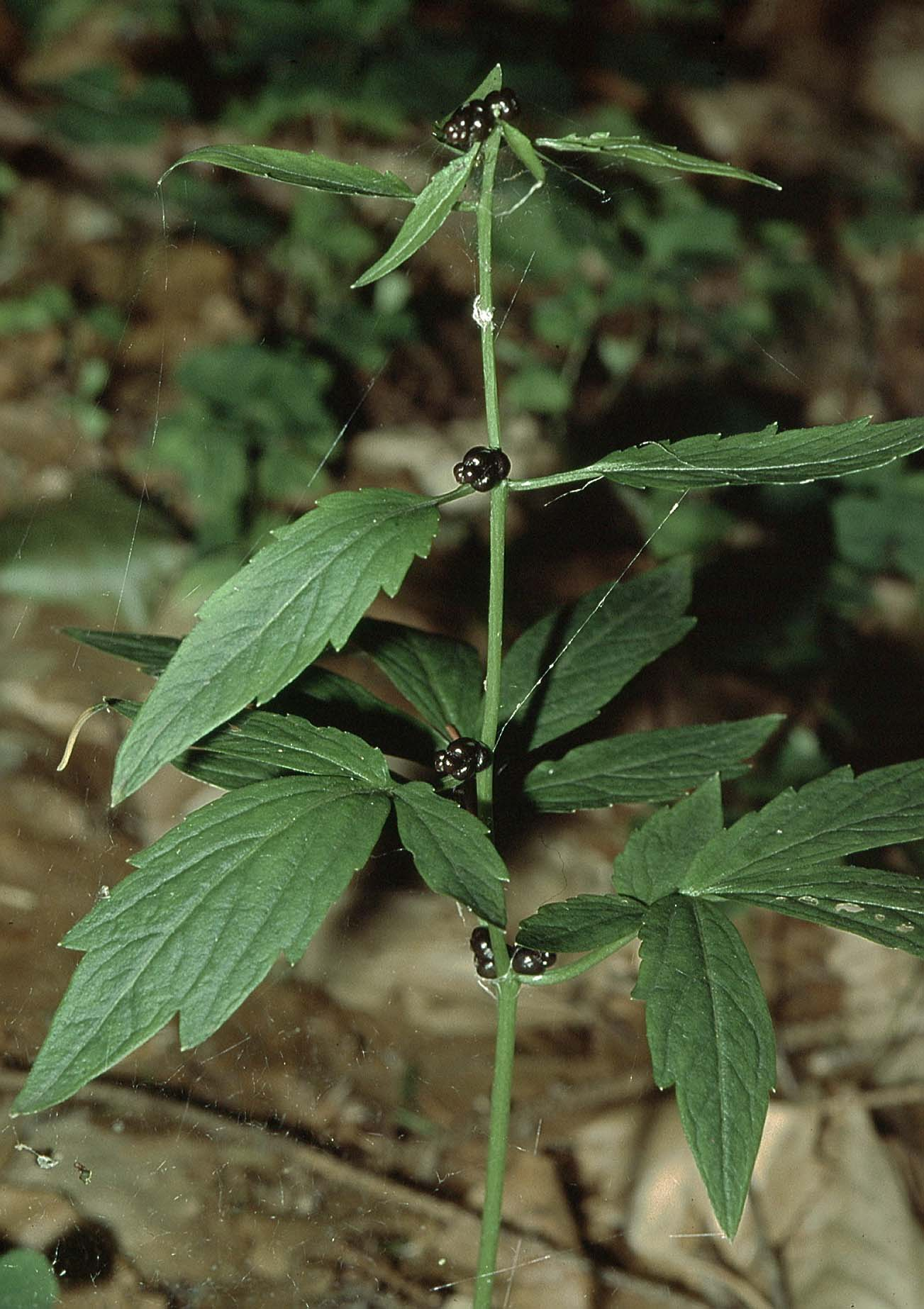
Cardamine bulbifera

- Cardamine balnearia Standl. & Steyerm.
- Cardamine barbaraeoides Halácsy
- Cardamine basicola Heenan
- Cardamine battagliae Cesca & Peruzzi
- Cardamine bellidifolia L.
- Cardamine bilobata Kirk
- Cardamine bipinnata (C.A.Mey.) O.E.Schulz
- Cardamine bisetosa Heenan
- Cardamine blaisdellii Eastw.
- Cardamine bodinieri (H.Lév.) Lauener
- Cardamine bonariensis Juss. ex Pers.
- Cardamine bradei O.E.Schulz
- Cardamine breweri S.Watson
- Cardamine bulbifera (L.) Crantz
- Cardamine bulbosa (Schreb. ex Muhl.) Britton, Sterns & Poggenb.

## C
- Cardamine caesiella Heenan
- Cardamine calcicola W.W.Sm.

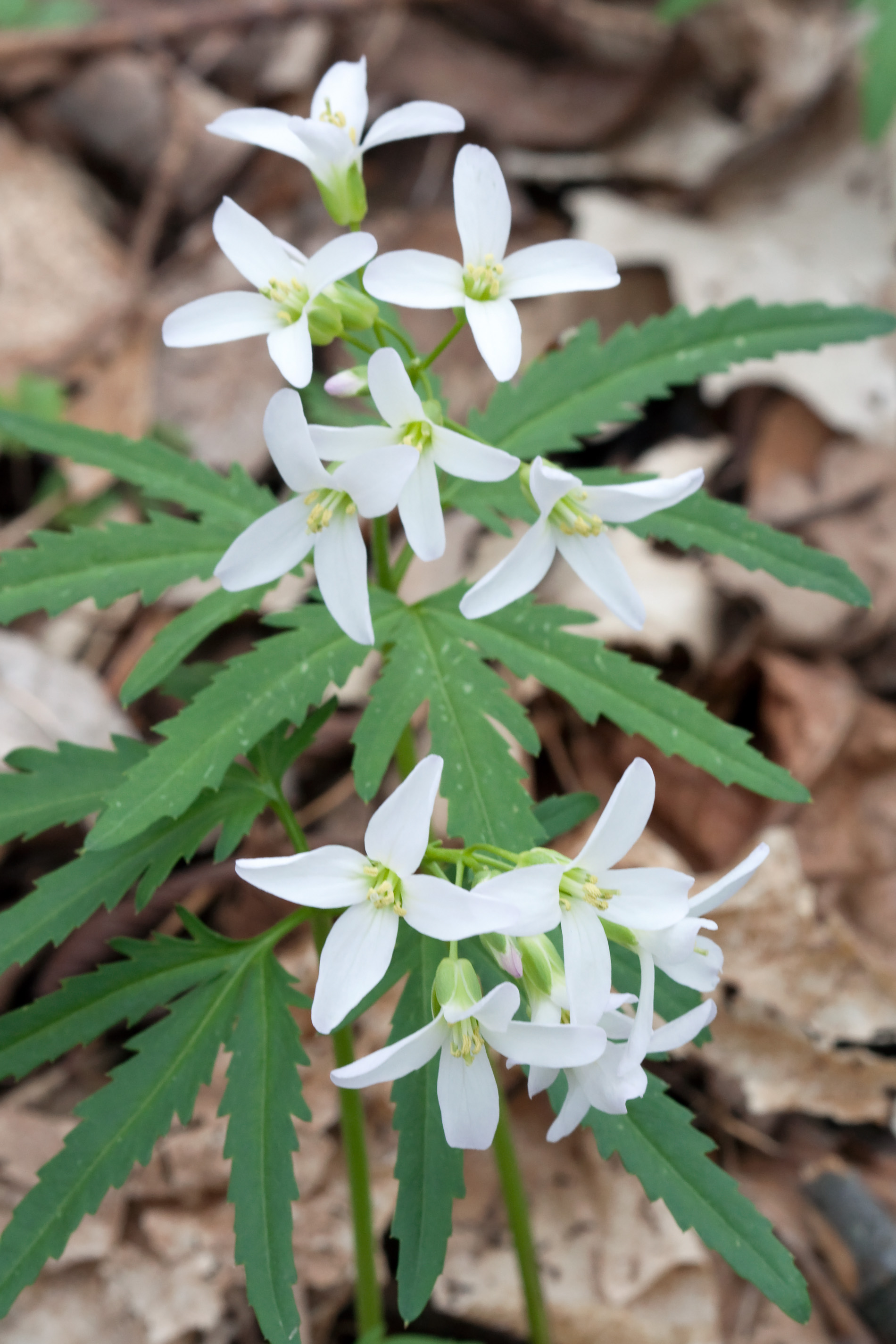
Cardamine concatenata

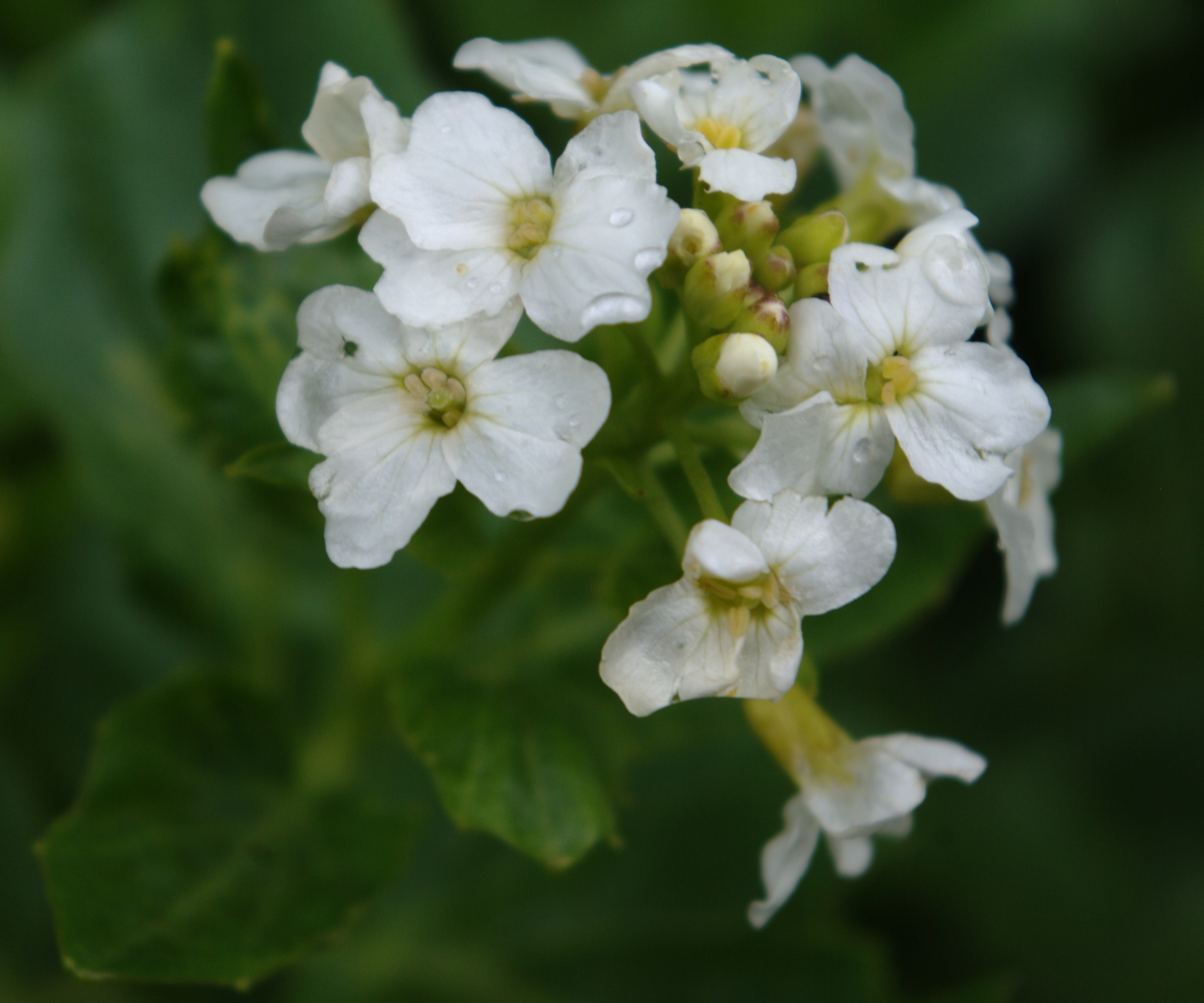
Cardamine cordifolia

- Cardamine caldeirarum Guthnick ex Seub.
- Cardamine californica (Nutt.) Greene
- Cardamine calliphaea Kit Tan, Vold & Giannop.
- Cardamine calthifolia H.Lév.
- Cardamine carnosa Waldst. & Kit.
- Cardamine caroides C.Y.Wu
- Cardamine carrii B.L.Turner
- Cardamine castellana Lihová & Marhold
- Cardamine cebollana B.L.Turner
- Cardamine changbaiana Al-Shehbaz
- Cardamine chelidonia L.
- Cardamine chenopodiifolia Pers.
- Cardamine cheotaiyienii Al-Shehbaz & G.Yang
- Cardamine chilensis DC.
- Cardamine chiriensis Miyabe & Tatew.
- Cardamine chlorina Heenan
- Cardamine circaeoides Hook.f. & Thomson
- Cardamine clematitis Shuttlew. ex S.Watson
- Cardamine concatenata (Michx.) O.Schwarz
- Cardamine conferta Jurtzev
- Cardamine constancei Detling
- Cardamine cordata Barnéoud
- Cardamine cordifolia A.Gray
- Cardamine coronata Heenan
- Cardamine corymbosa Hook.f.
- Cardamine crassifolia Pourr.
- Cardamine cubita Molloy, Heenan & Smissen

## D
- Cardamine dactyloides Heenan
- Cardamine debilis Banks ex DC.
- Cardamine delavayi Franch.
- Cardamine densiflora Gontsch.
- Cardamine depressa Hook.f.
- Cardamine dichondroides (Speg.) Govaerts
- Cardamine digitata Richardson
- Cardamine dilatata Heenan
- Cardamine dimidia Heenan
- Cardamine diphylla (Michx.) Alph.Wood
- Cardamine dissecta (Leavenw.) Al-Shehbaz
- Cardamine douglassii Britton
- Cardamine dubia Nicotra

## E
- Cardamine ecuadorensis Hieron.

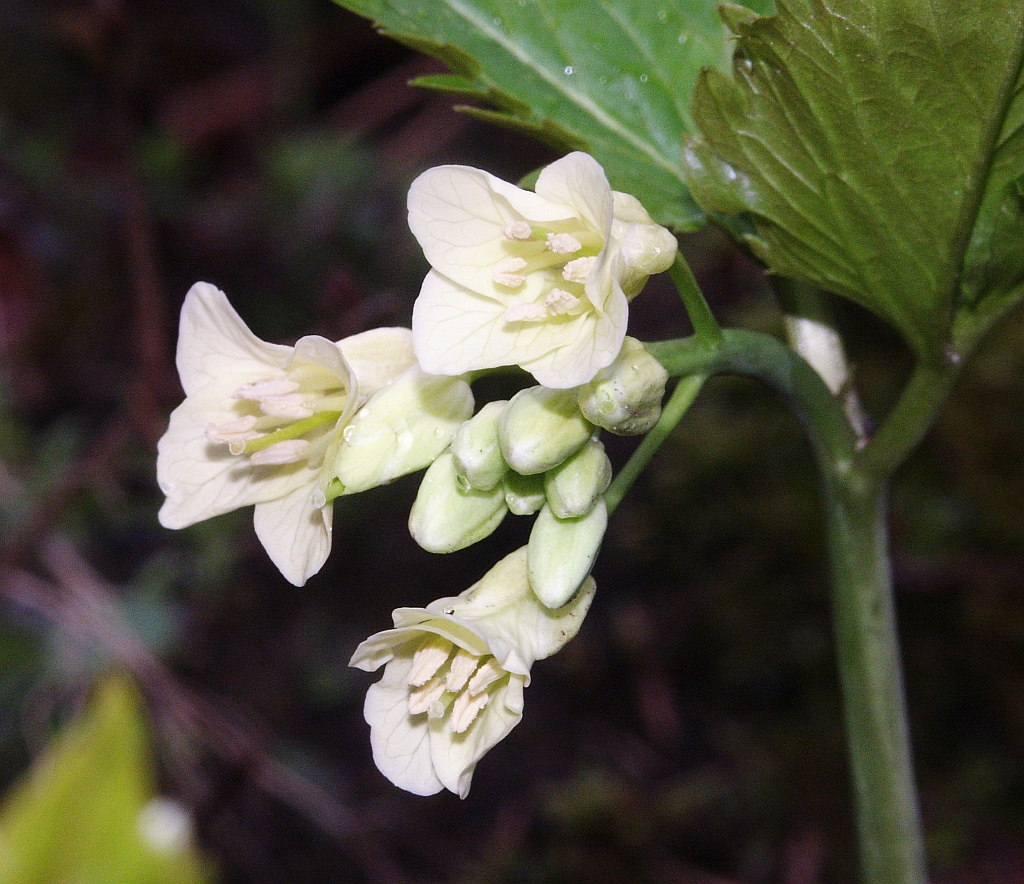
Cardamine enneaphyllos

- Cardamine elegantula Hook.f. & Thomson
- Cardamine eminentia Heenan
- Cardamine engleriana O.E.Schulz
- Cardamine enneaphyllos (L.) Crantz
- Cardamine × enriquei Marhold, Lihová & Perný
- Cardamine exigua Heenan

## F
- Cardamine fargesiana Al-Shehbaz
- Cardamine fialae Fritsch
- Cardamine flaccida Cham. & Schltdl.
- Cardamine flagellifera O.E.Schulz
- Cardamine flexuosa With.
- Cardamine forsteri Govaerts
- Cardamine fragariifolia O.E.Schulz
- Cardamine franchetiana Diels
- Cardamine franklinensis I.Thomps.
- Cardamine fulcrata Greene

## G
- Cardamine garaventae O.E.Schulz
- Cardamine geraniifolia (Poir.) DC.
- Cardamine glacialis (G.Forst.) DC.
- Cardamine glanduligera O.Schwarz
- Cardamine glara Heenan
- Cardamine glauca Spreng. ex DC.
- Cardamine glechomifolia H.Lév.
- Cardamine gouldii Al-Shehbaz

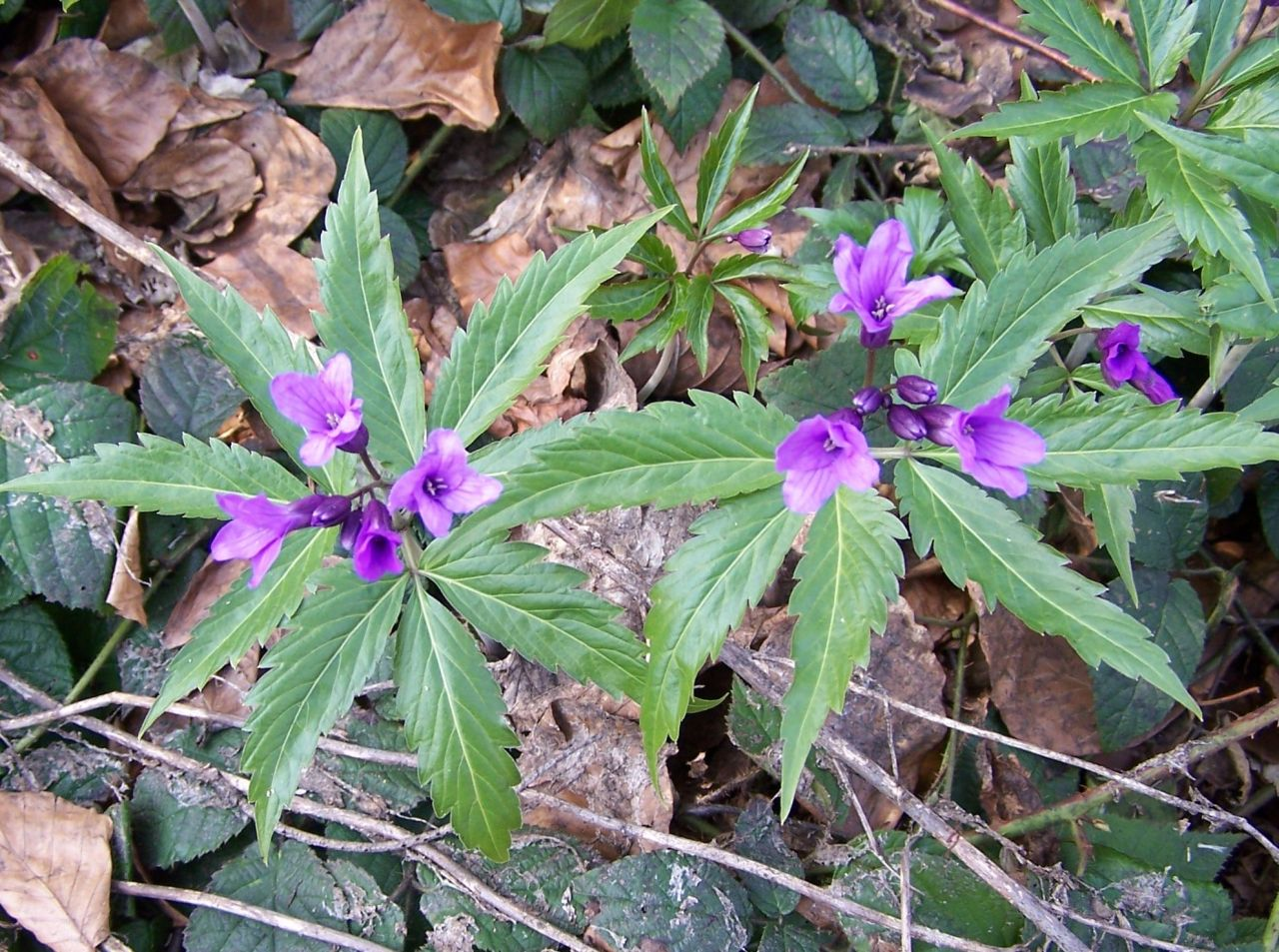
Cardamine glanduligera

- Cardamine gracilis (O.E.Schulz) T.Y.Cheo & R.C.Fang
- Cardamine graeca L.
- Cardamine × grafiana O.E.Schulz
- Cardamine grandiscapa Heenan
- Cardamine grandjotii O.E.Schulz
- Cardamine granulifera (Franch.) Diels
- Cardamine griffithii Hook.f. & Thomson
- Cardamine guatemalensis Al-Shehbaz
- Cardamine gunnii Hewson

## H
- Cardamine heleniae Heenan

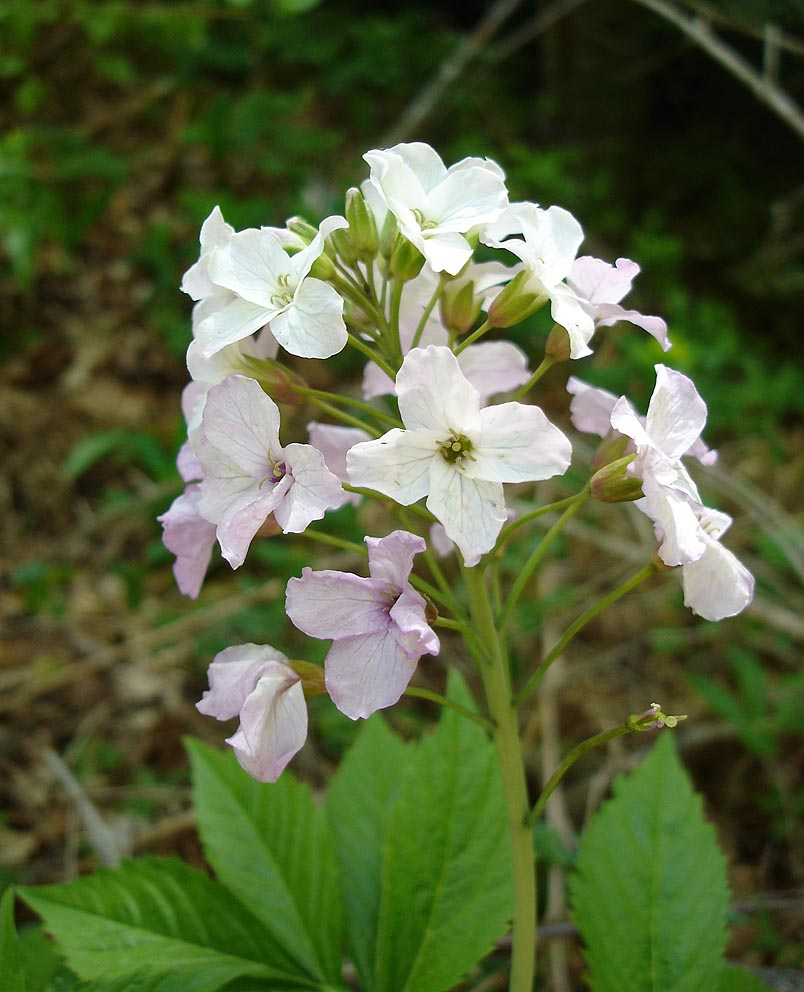
Cardamine heptaphylla

- Cardamine heptaphylla (Vill.) O.E.Schulz
- Cardamine hirsuta L.
- Cardamine hispidula Phil.
- Cardamine holmgrenii Al-Shehbaz
- Cardamine hongdeyuana Al-Shehbaz
- Cardamine hupingshanensis K.M.Liu, L.B.Chen, H.F.Bai & L.H.Liu
- Cardamine hydrocotyloides W.T.Wang
- Cardamine hygrophila T.Y.Cheo & R.C.Fang

## I
- Cardamine impatiens L.
- Cardamine incisa K.Schum.
- Cardamine innovans O.E.Schulz
- Cardamine × insueta Urbanska-Worytkiewicz
- Cardamine integra Heenan
- Cardamine intonsa Heenan

## J
- Cardamine jamesonii Hook.
- Cardamine jejuna Standl. & Steyerm.
- Cardamine jonselliana Al-Shehbaz

## K
- Cardamine × keckii A.Kern.
- Cardamine keysseri O.E.Schulz
- Cardamine × killiasii (Brügger) Brügger
- Cardamine kitaibelii Bech.
- Cardamine kokaiensis Yahara, Soejima, Kudoh, Šlenker & Marhold
- Cardamine komarovii Nakai
- Cardamine kruesselii Johow ex Reiche
- Cardamine kuankuoshuiense M.T.An, Yun Lin & Y.B.Yang

## L

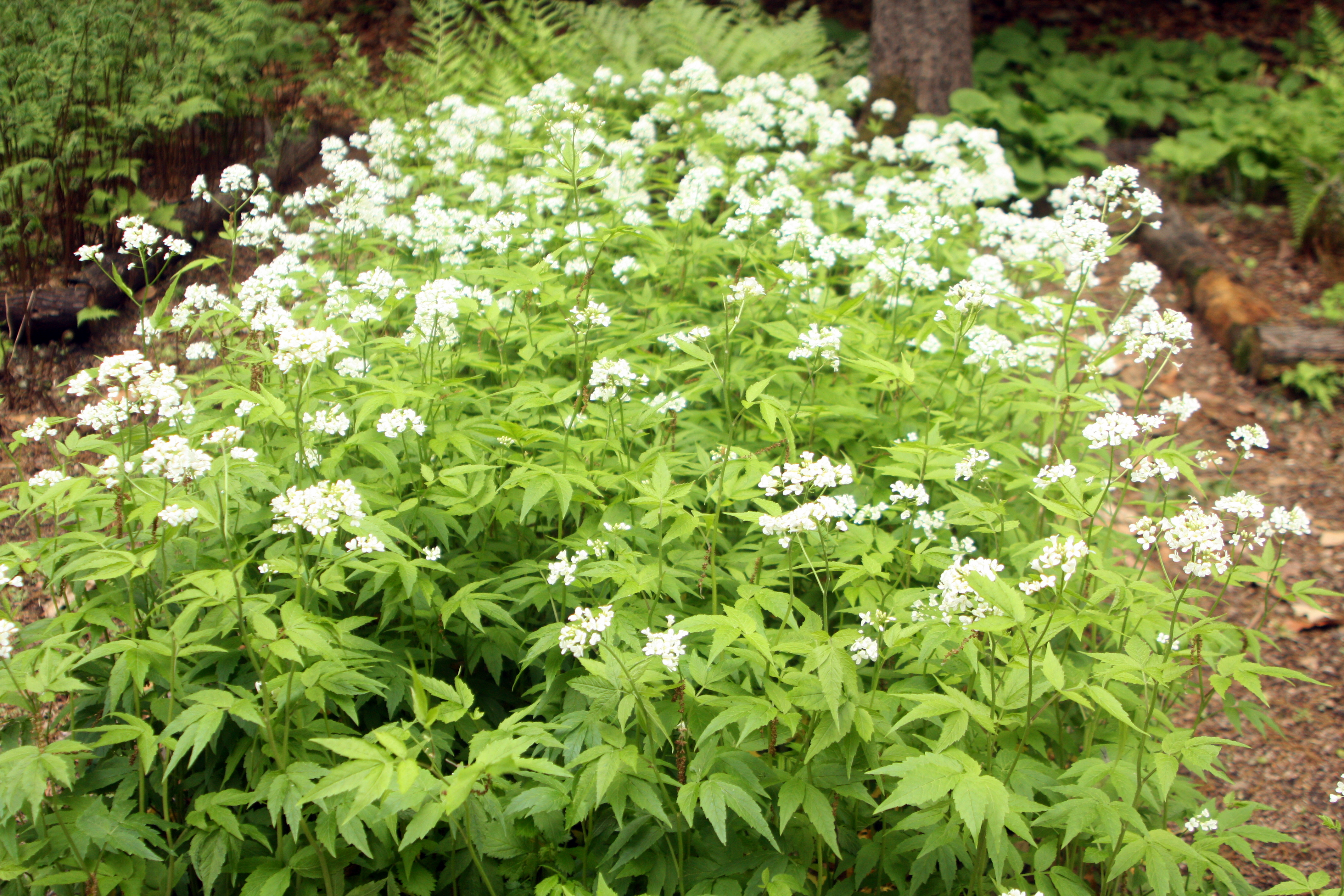
Cardamine leucantha

- Cardamine lacustris (Garn.-Jones & P.N.Johnson) Heenan
- Cardamine lanceolaris Linden & Planch.
- Cardamine latior Heenan
- Cardamine lazica Boiss. & Balansa
- Cardamine leucantha (Tausch) O.E.Schulz
- Cardamine lihengiana Al-Shehbaz
- Cardamine lilacina Hook.
- Cardamine lineariloba I.Thomps.
- Cardamine lojanensis Al-Shehbaz
- Cardamine longii Fernald
- Cardamine longipedicellata Rollins
- Cardamine loxostemonoides O.E.Schulz
- Cardamine lyrata Bunge

## M
- Cardamine macrocarpa Brandegee
- Cardamine macrophylla Willd.
- Cardamine macrostachya Phil.
- Cardamine magnifica Heenan
- Cardamine manshurica (Kom.) Nakai
- Cardamine marginata Phil.
- Cardamine marholdii Tzvelev
- Cardamine maritima DC.
- Cardamine matthioli Moretti
- Cardamine maxima (Nutt.) Alph.Wood
- Cardamine megalantha Heenan
- Cardamine mexicana O.E.Schulz
- Cardamine micranthera Rollins
- Cardamine microphylla Adams
- Cardamine microthrix I.Thomps.
- Cardamine microzyga O.E.Schulz
- Cardamine moirensis I.Thomps.

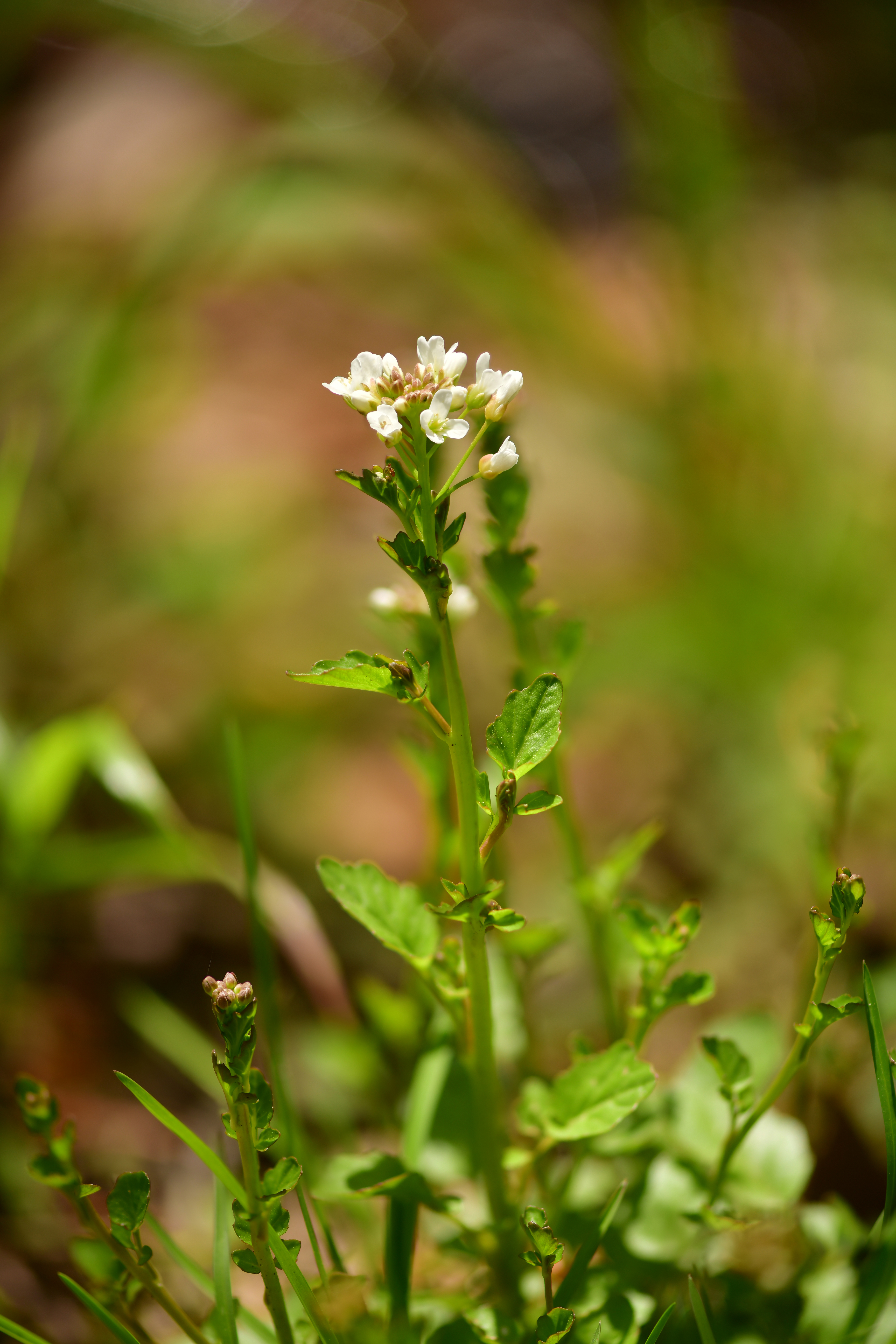
Cardamine micranthera

- Cardamine monteluccii Brilli-Catt. & Gubellini
- Cardamine montenegrina Jar.Kucera, Lihová & Marhold
- Cardamine multiflora T.Y.Cheo & R.C.Fang
- Cardamine multijuga Franch.
- Cardamine mutabilis Heenan

## N

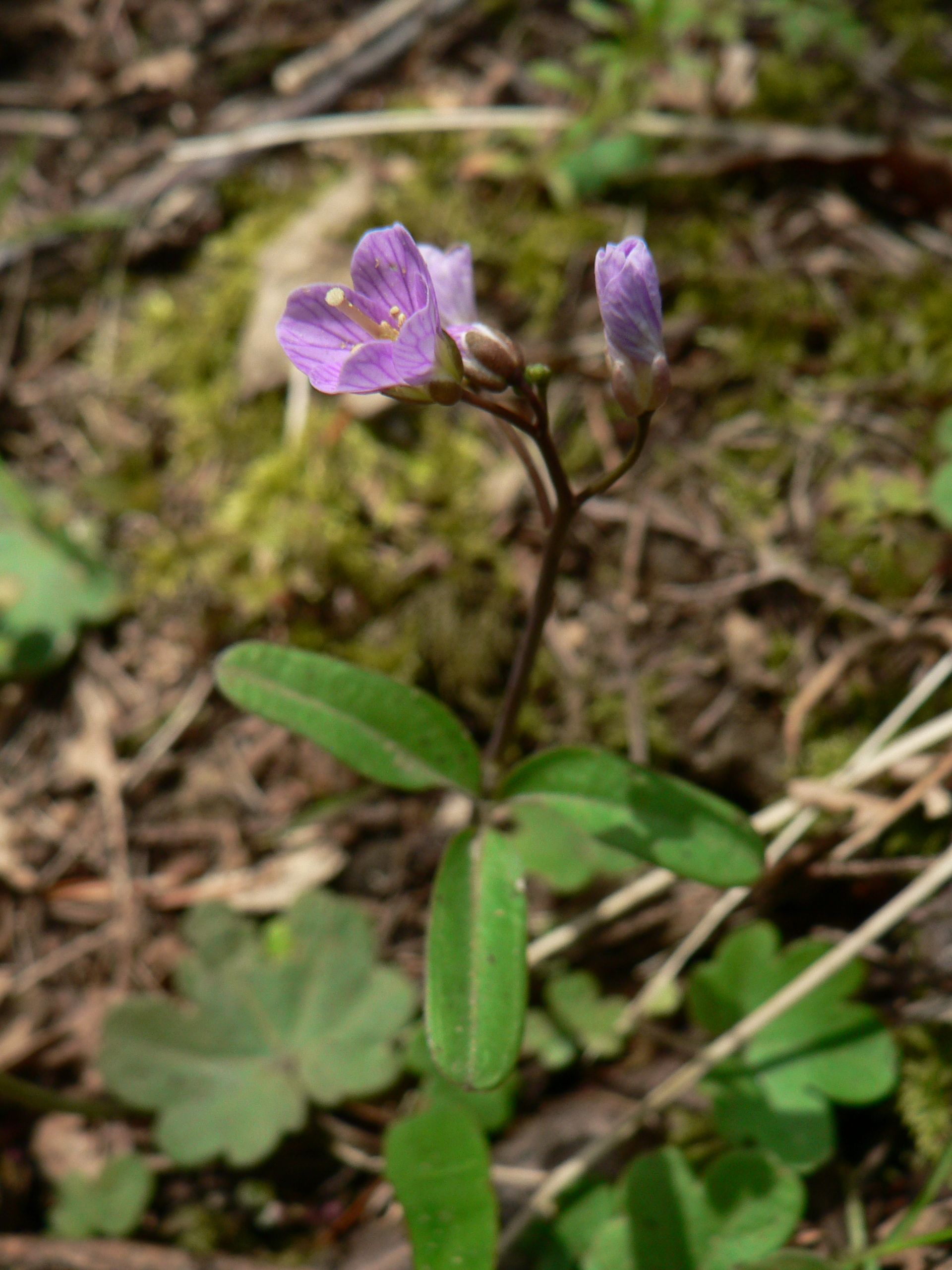
Cardamine nuttallii

- Cardamine nepalensis N.Kurosaki & H.Ohba
- Cardamine niigatensis H.Hara
- Cardamine nipponica Franch. & Sav.
- Cardamine nuttallii Greene
- Cardamine nymanii Gand.

## O
- Cardamine obliqua Hochst. ex A.Rich.
- Cardamine occidentalis (S.Watson ex B.L.Rob.) Howell
- Cardamine occulta Hornem.
- Cardamine ocoana O.E.Schulz
- Cardamine oligosperma Nutt.
- Cardamine ovata Benth.

## P
- Cardamine pacensis Romero
- Cardamine pachyphylla Heenan

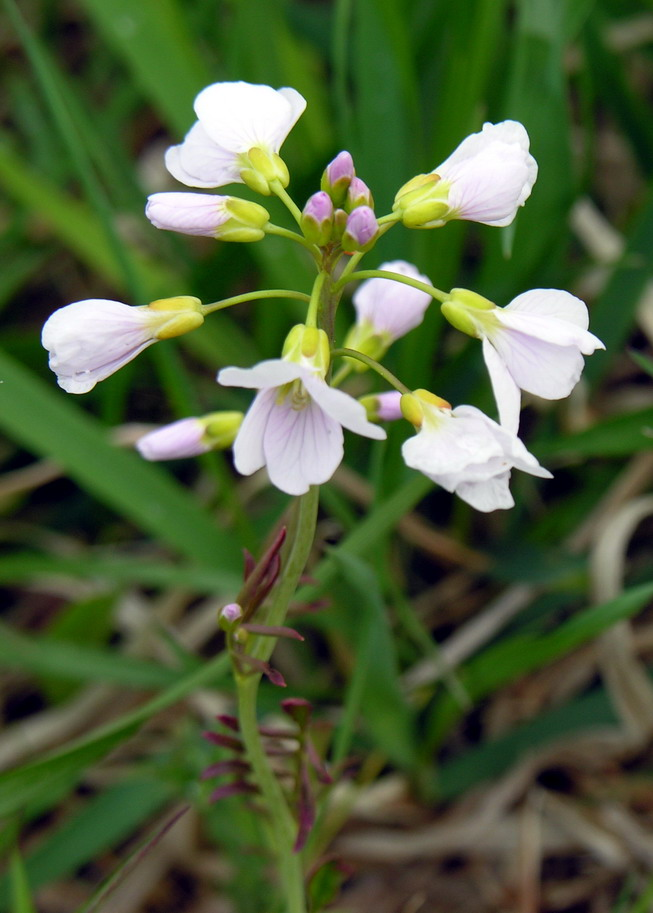
Cardamine pratensis

- Cardamine pachystigma (S.Watson) Rollins
- Cardamine panatohea Heenan & de Lange
- Cardamine papillata I.Thomps.
- Cardamine papuana (Lauterb.) O.E.Schulz
- Cardamine parviflora L.
- Cardamine parvula Heenan
- Cardamine pattersonii L.F.Hend.
- Cardamine paucifolia Hand.-Mazz.
- Cardamine paucijuga Turcz.
- Cardamine × paxiana O.E.Schulz
- Cardamine pectinata Pall. ex DC.
- Cardamine pedata Regel & Tiling
- Cardamine penduliflora O.E.Schulz
- Cardamine pensylvanica Muhl. ex Willd.
- Cardamine pentaphyllos (L.) Crantz
- Cardamine penzesii Ancev & Marhold
- Cardamine picta Hook.
- Cardamine plumieri Vill.
- Cardamine polyodontes Heenan
- Cardamine porphyroneura Heenan
- Cardamine pratensis L.
- Cardamine prorepens Fisch. ex DC.
- Cardamine pseudotrifoliolata Al-Shehbaz
- Cardamine pulchella (Hook.f. & Thomson) Al-Shehbaz & G.Yang
- Cardamine purpurascens (O.E.Schulz) Al-Shehbaz & al.
- Cardamine purpurea Cham. & Schltdl.

## Q
- Cardamine quinquefolia (M.Bieb.) Schmalh.

## R
- Cardamine ramosa Rollins
- Cardamine raphanifolia Pourr.
- Cardamine repens (Franch.) Diels
- Cardamine reptans Heenan
- Cardamine resedifolia L.
- Cardamine rhizomata Rollins
- Cardamine × rhodopaea Ancev
- Cardamine robusta I.Thomps.
- Cardamine rockii O.E.Schulz
- Cardamine rostrata Griseb.
- Cardamine rotundifolia Michx.

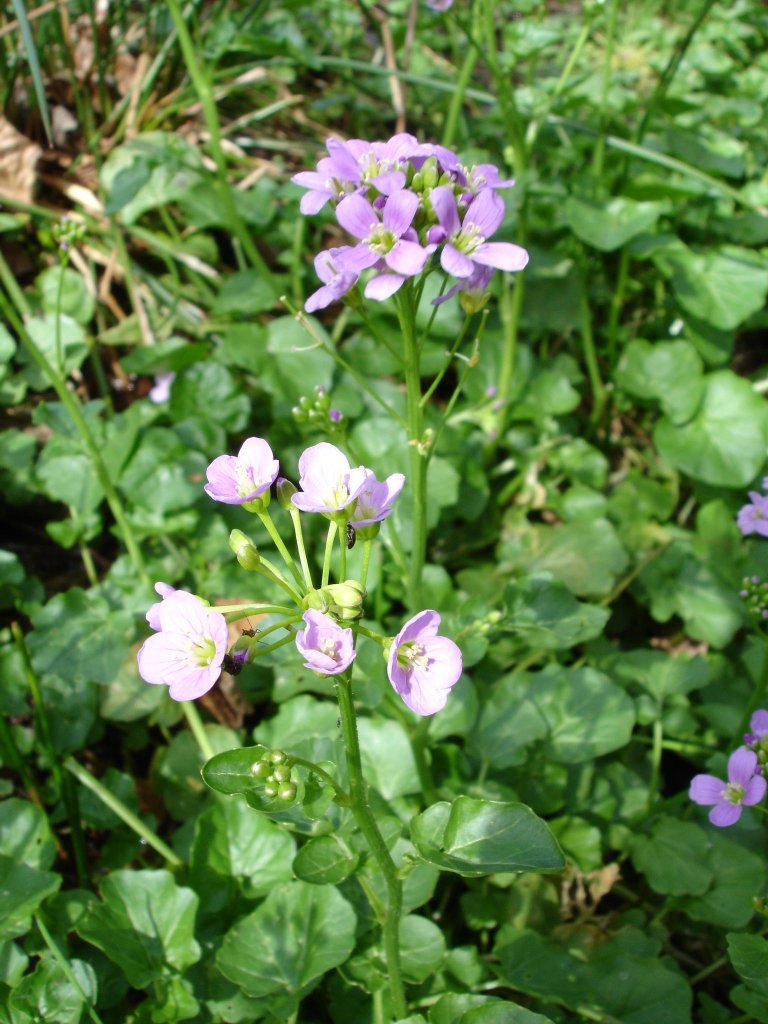
Cardamine raphanifolia

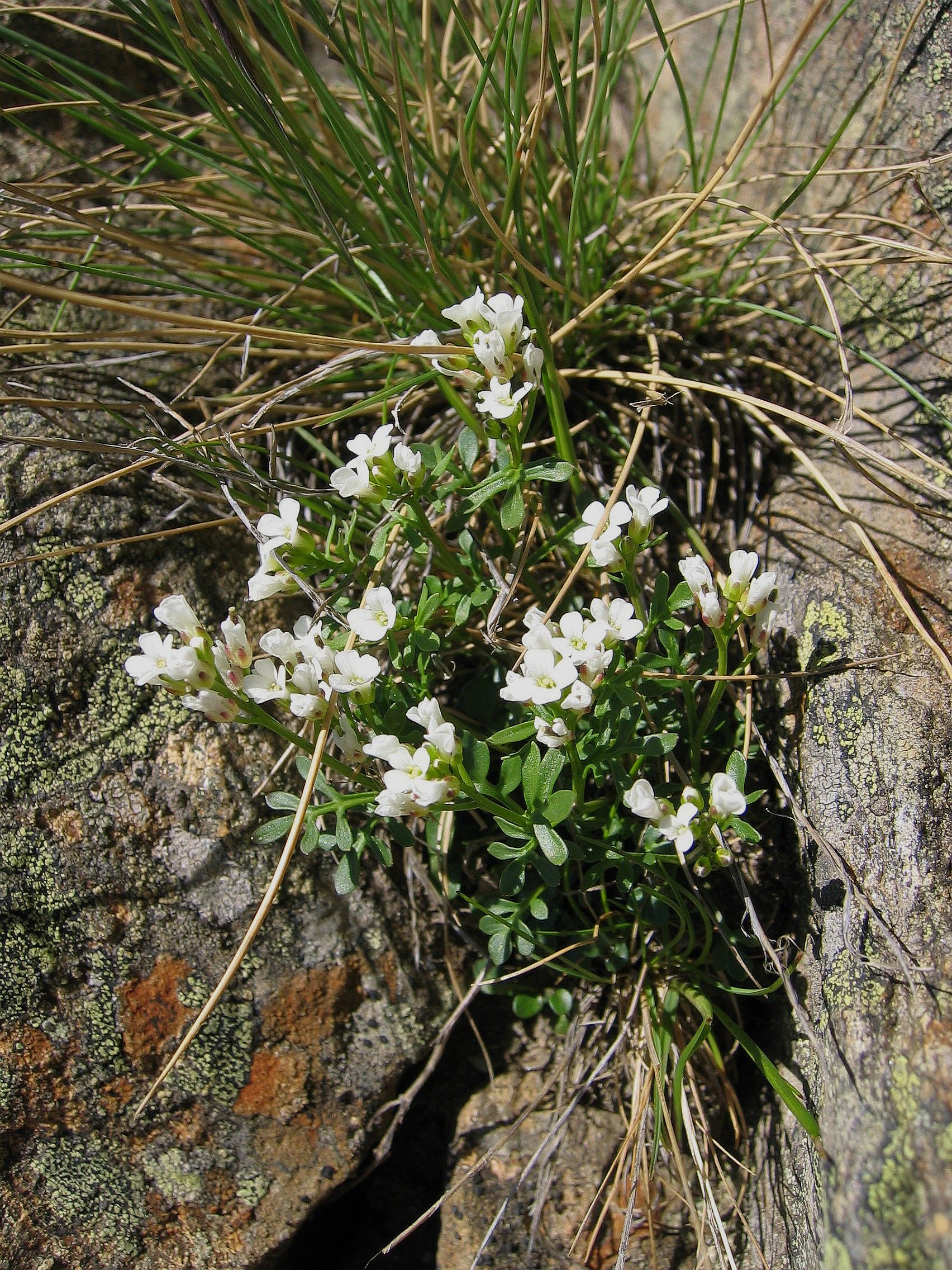
Cardamine resedifolia

- Cardamine rupestris (O.E.Schulz) K.Malý
- Cardamine rupicola (O.E.Schulz) C.L.Hitchc.

## S
- Cardamine scaposa Franch.
- Cardamine schinziana O.E.Schulz
- Cardamine × schulzii Urbanska-Worytkiewicz
- Cardamine sciaphila Heenan
- Cardamine scutata Thunb.
- Cardamine seidlitziana Albov
- Cardamine seravschanica Botsch.
- Cardamine serbica Pancic
- Cardamine serpentina Heenan
- Cardamine silana Marhold & Perný
- Cardamine simplex Hand.-Mazz.
- Cardamine sinuatifolia Heenan
- Cardamine speciosa Britton
- Cardamine stenoloba Hemsl.
- Cardamine subcarnosa (Hook.f.) Allan
- Cardamine subterranea Larrañaga

## T
- Cardamine tanakae Franch. & Sav.
- Cardamine tangutorum O.E.Schulz

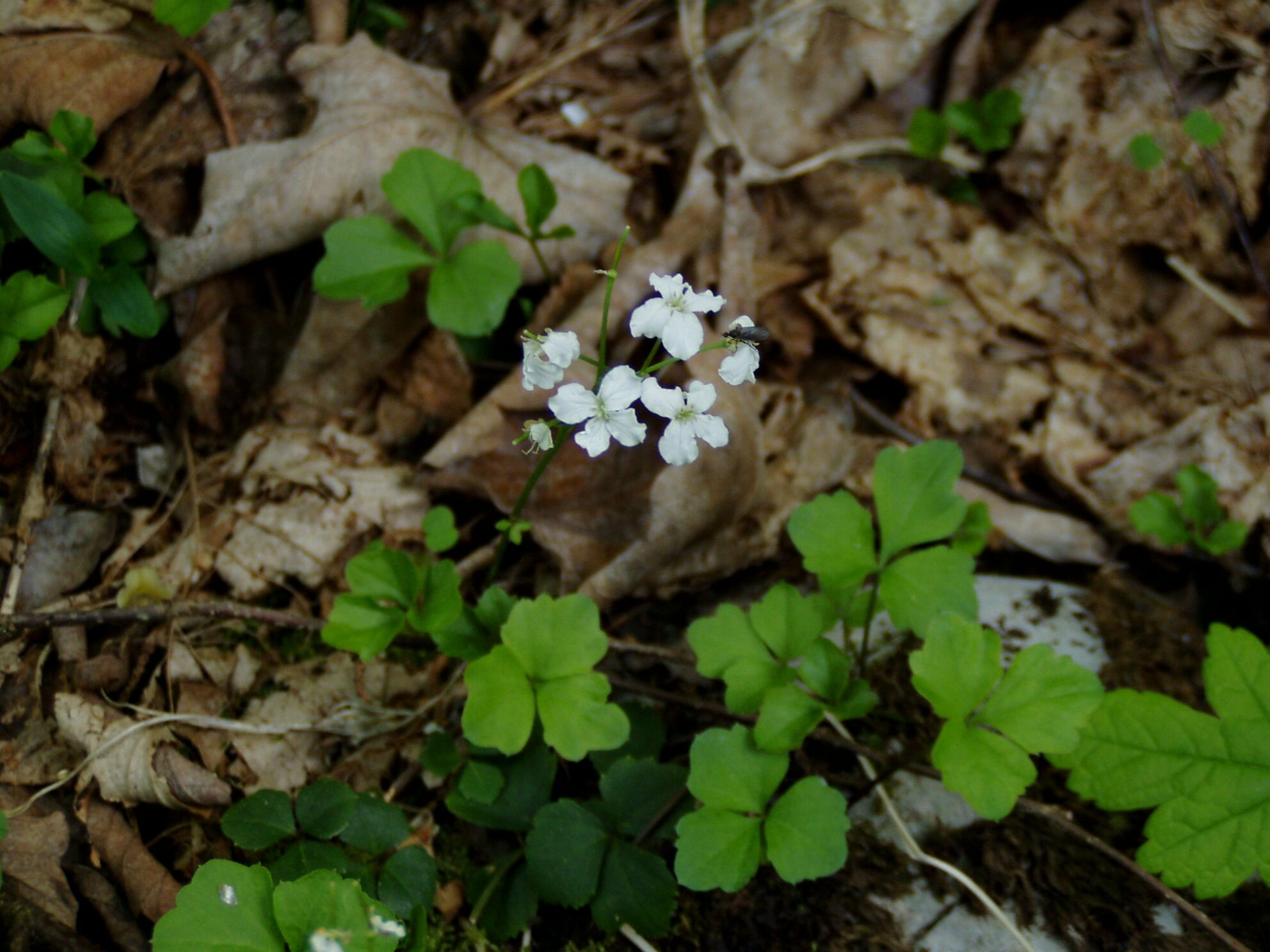
Cardamine trifolia

- Cardamine tenera S.G.Gmel. ex C.A.Mey.
- Cardamine tenuifolia Hook.
- Cardamine tenuirostris Hook. & Arn.
- Cardamine tepelenensis F.K.Mey.
- Cardamine thalassica Heenan
- Cardamine thyrsoidea O.E.Schulz
- Cardamine tianqingiae Al-Shehbaz & Boufford
- Cardamine trichocarpa Hochst. ex A.Rich.
- Cardamine trifida (Lam. ex Poir.) B.M.G.Jones
- Cardamine trifolia L.
- Cardamine trifoliolata Hook.f. & Thomson
- Cardamine tryssa I.Thomps.
- Cardamine tuberosa DC.

## U
- Cardamine uliginosa M.Bieb.
- Cardamine umbellata Greene

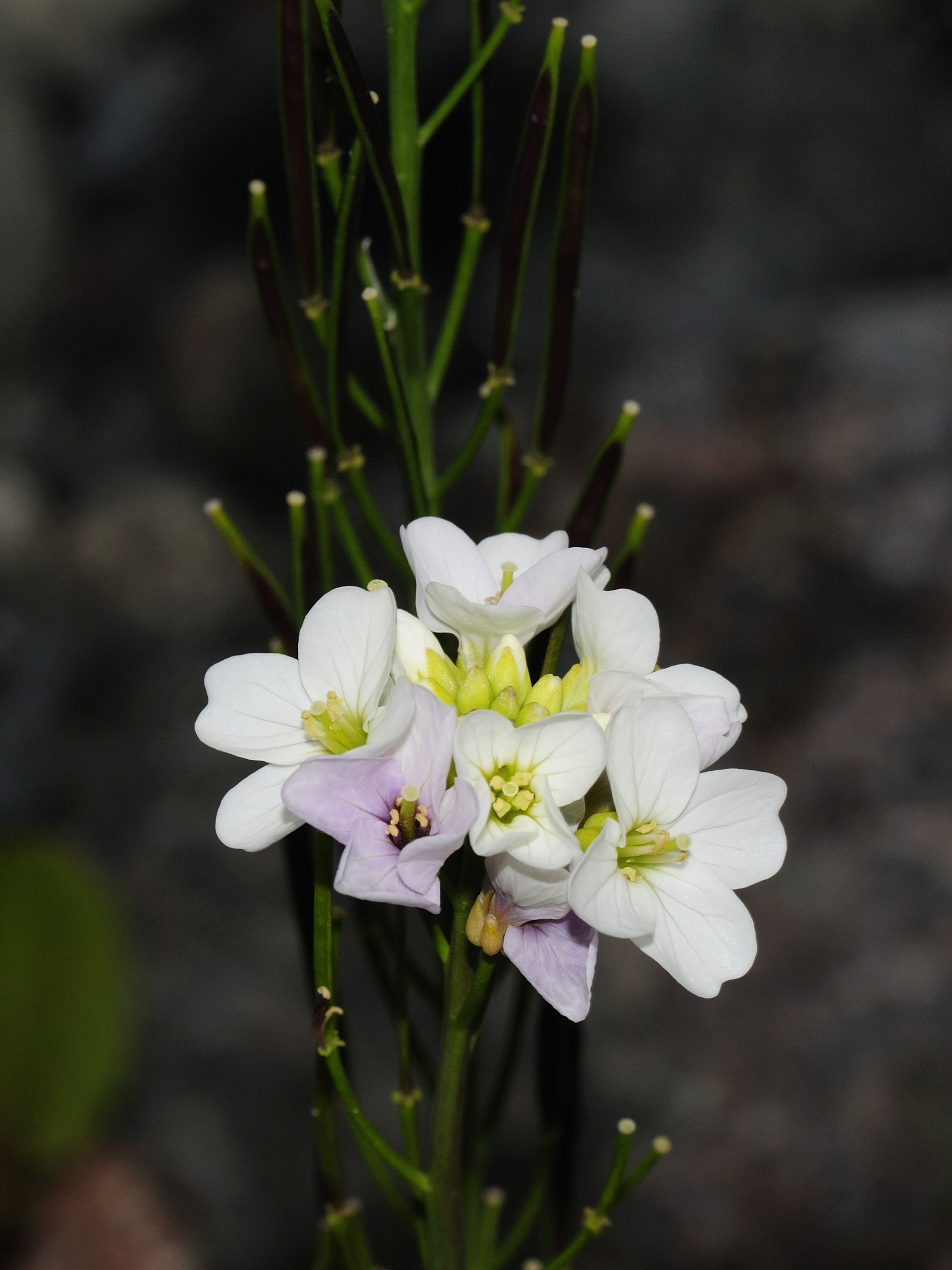
Cardamine uliginosa

- Cardamine × undulata De Laramb. & Timb.-Lagr.
- Cardamine unguiculus Heenan
- Cardamine unicaulis Heenan

## V
- Cardamine valida (Takeda) Nakai
- Cardamine variabilis Phil.
- Cardamine verna Heenan
- Cardamine victoris N.Busch
- Cardamine violacea (D.Don) Wall.
- Cardamine volckmannii Phil.
- Cardamine vulgaris Phil.

## W
- Cardamine waldsteinii Dyer

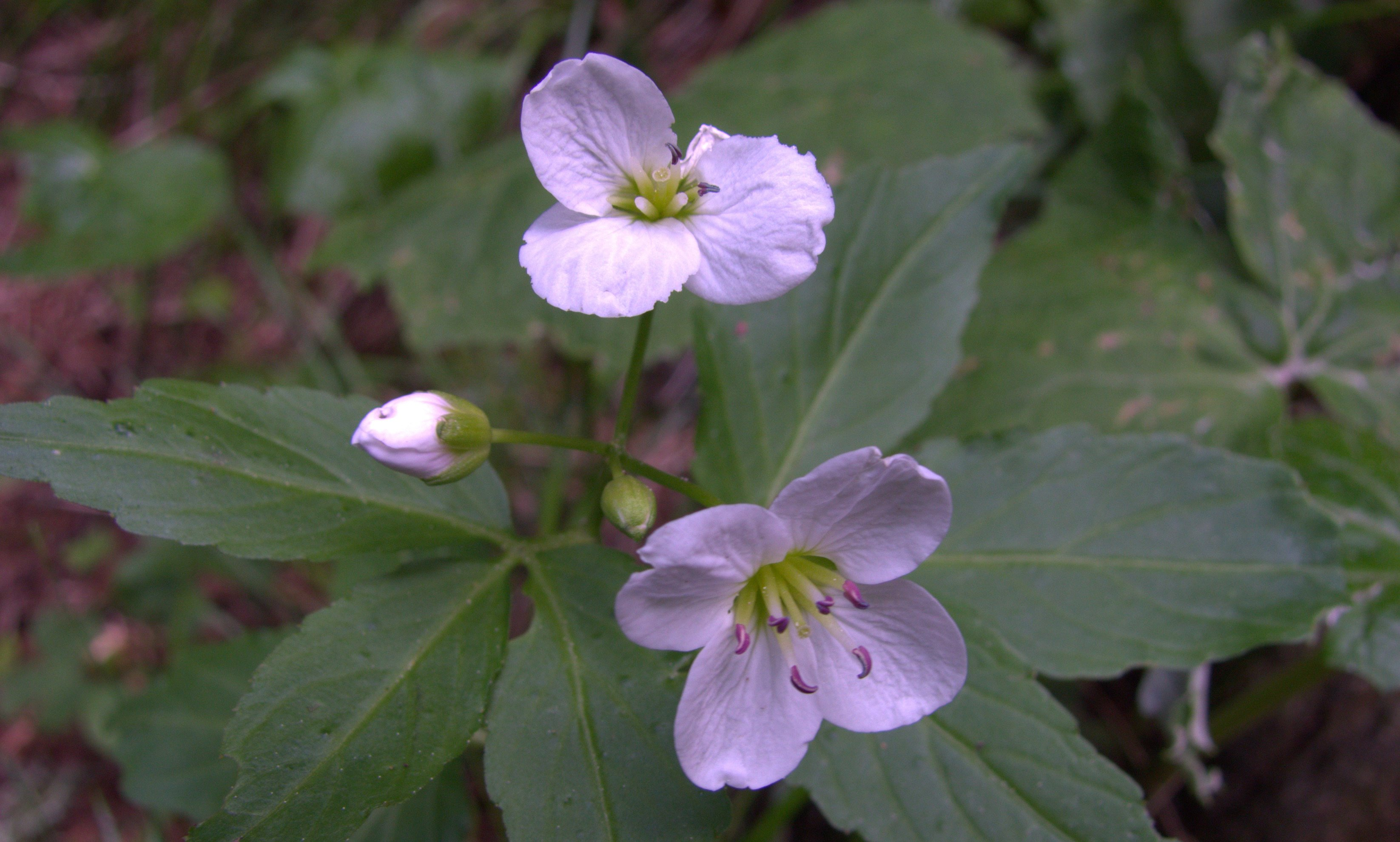
Cardamine waldsteinii

- Cardamine × wettsteiniana O.E.Schulz

## X
- Cardamine xinfenii Al-Shehbaz

## Y
- Cardamine yezoensis Maxim.
- Cardamine yunnanensis Franch.

## Z
- Cardamine zollingeri Turcz.